# КЕСАФА
Союз Футбольных Ассоциаций Восточной и Центральной Африки , КЕСАФА (англ. The Council for East and Central Africa Football Association) — представляет собой союз Футбольных Ассоциаций восточных стран Африки называемый КЕСАФА (англ. CECAFA), является членом КАФ. Был основан в 1973, однако неофициальной датой основания считается 1927 год.

## Члены КЕСАФА
- Бурунди
- Джибути
- Занзибар
- Кения
- Руанда
- Сомали
- Судан
- Танзания
- Уганда
- Эритрея
- Эфиопия
- Южный Судан

## Турниры КЕСАФА
| Соревнование                                | Год  | Чемпионы                            | Титулов | Второе место      | Следующее соревнование |
| ------------------------------------------- | ---- | ----------------------------------- | ------- | ----------------- | ---------------------- |
| Кубок КЕСАФА                                | 2019 | Уганда                              | 39      | Эритрея           |                        |
| Кубок КЕСАФА среди команд до 23-х лет       | 2021 | Танзания                            | 1       | Бурунди           |                        |
| Кубок КЕСАФА среди молодёжных команд        | 2020 | Уганда                              | 4       | Танзания          |                        |
| Кубок КЕСАФА среди юношеских команд         | 2020 | Уганда                              | 3       | Танзания          |                        |
| Кубок КЕСАФА среди команд до 15-х лет       | 2019 | Уганда                              | 1       | Кения             |                        |
| Клубный Кубок КЕСАФА                        | 2021 | Экспресс (футбольный клуб, Кампала) | 1       | Ньяса Биг Баллетс |                        |
| Женский кубок КЕСАФА                        | 2019 | Кения                               | 1       | Танзания          |                        |
| Женский кубок КЕСАФА среди юношеских команд | 2019 | Уганда                              | 1       | Танзания          |                        |
| Женский клубный Кубок КЕСАФА                | 2021 | Вихига Куинз                        | 1       | Си-Би-И           | 2022                   |